# Герстхофен
Герстхофен (њем. Gersthofen) град је у њемачкој савезној држави Баварска. Једно је од 46 општинских средишта округа Аугсбург. Према процјени из 2010. у граду је живјело 20.319 становника. Посједује регионалну шифру (AGS) 9772147.

## Географски и демографски подаци
Герстхофен се налази у савезној држави Баварска у округу Аугсбург. Град се налази на надморској висини од 469 метара. Површина општине износи 34,0 km². У самом граду је, према процјени из 2010. године, живјело 20.319 становника. Просјечна густина становништва износи 598 становника/km².

## Међународна сарадња
| Мјесто | Држава    | Врста сарадње | Од    |
| ------ | --------- | ------------- | ----- |
|        | Француска | партнерство   | 1969. |
| Извор  |           |               |       |